# Prvenstvo Italije u vaterpolu
Talijanski prvaci u vaterpolu.

## Rezultati dosadašnjih prvenstava
- 1912.	Genoa
- 1913.	Genoa
- 1914.	Genoa
- 1915.	-
- 1916.	-
- 1917.	-
- 1918.	-
- 1919.	Genoa
- 1920.	R.N. Milano
- 1921.	Andrea Doria
- 1922.	Andrea Doria
- 1923.	S. Sturia
- 1924.	-
- 1925.	Andrea Doria
- 1926.	Andrea Doria
- 1927.	Andrea Doria
- 1928.	Andrea Doria
- 1929.	US Triestina
- 1930.	Andrea Doria
- 1931.	Andrea Doria
- 1932.	RN Milano
- 1933.	RN Florentia
- 1934.	RN Florentia
- 1935.	RN Camogli
- 1936.	RN Florentia
- 1937.	RN Florentia
- 1938.	RN Florentia
- 1939.	RN Napoli
- 1940.	RN Florentia
- 1941.	Guf R.N. Napoli
- 1942.	Guf R.N. Napoli
- 1943.	-
- 1944.	-
- 1945.	-
- 1946.	RN Camogli
- 1947.	Canottieri Olona
- 1948.	RN Florentia
- 1949.	RN Napoli
- 1950.	RN Napoli
- 1951.	Canottieri Napoli
- 1952.	RN Camogli
- 1953.	RN Camogli
- 1954.	Roma
- 1955.	RN Camogli
- 1956.	Lazio
- 1957.	RN Camogli
- 1958.	Canottieri Napoli
- 1959.	Pro Recco
- 1960.	Pro Recco
- 1961.	Pro Recco
- 1962.	Pro Recco
- 1963.	Canottieri Napoli
- 1964.	Pro Recco
- 1965.	Pro Recco
- 1966.	Pro Recco
- 1967.	Pro Recco
- 1968.	Pro Recco
- 1969.	Pro Recco
- 1970.	Pro Recco
- 1971.	Pro Recco
- 1972.	Pro Recco
- 1973.	Canottieri Napoli
- 1974.	Pro Recco
- 1975.	Canottieri Napoli
- 1976.	RN Florentia
- 1977.	Canottieri Napoli
- 1978.	Pro Recco
- 1979.	Canottieri Napoli
- 1980.	Florentia Algida
- 1981.	Bogliasco Monoservizio
- 1982.	Kappa Recco
- 1983.	Recco Stefanel
- 1983/84.	Recco Stefanel
- 1984/85.	Posillipo Parmacotto
- 1985/86.	O. Marines Posillipo
- 1986/87.	Sisley Pescara
- 1987/88.	O. Marines Posillipo
- 1988/89.	Socofimm Posillipo
- 1989/90.	Canottieri Napoli
- 1990/91.	RN Savona
- 1991/92.	RN Savona
- 1992/93.	De Georgio Posillipo
- 1993/94.	De Georgio Posillipo
- 1994/95.	O. Marines Posillipo
- 1995/96.	Record Cucine Posillipo
- 1996/97.	Waltertosto Pescara
- 1997/98.	Waltertosto Pescara
- 1998/99.	INA Assitalia Roma
- 1999/00.	CN Posillipo
- 2000/01.	Telemarket Posillipo
- 2001/02.	Pro Recco
- 2002/03.	Systema Brescia
- 2003/04.	Carpisa Posillipo
- 2004/05.	Filanda Carisa Savona
- 2005/06.	Pro Recco
- 2006/07.	Pro Recco
- 2007/08.      Pro Recco
- 2008/09.      Pro Recco
- 2009/10.      Pro Recco

## Poveznice
- talijanski vaterpolski kup
- prvenstvo Italije u vaterpolu za žene